# Caedan Wallace
Caedan Anson Wallace (Greenwood, 18 aprile 2000) è un giocatore di football americano statunitense che milita nel ruolo di offensive tackle per i New England Patriots della National Football League (NFL).

## Carriera universitaria
Nella sua prima stagione a Penn State nel 2019, Wallace dispute 4 partite. Nel 2020 partì come titolare in 7 partite mentre nel 2021 in tutte e 13. Iniziò la stagione 2022 come titolare ma si infortunò dopo sette partite. Nel 2023 fece ritorno per un’ultima stagione. Quell’anno fu menzione onorevole della Big Ten Conference dopo avere iniziato come titolare titolare tutte le 13 partite, concedendo un solo sack agli avversari diretti. Chiuse l’esperienza nel college football con 40 gare come tackle destro titolare.

## Carriera professionistica

### New England Patriots
Wallace fu scelto nel corso del terzo giro (68º assoluto) del Draft NFL 2024 dai New England Patriots. Debuttò come professionista subentrando nella gara del primo turno contro i Cincinnati Bengals. Due settimane dopo disputò la prima gara come titolare contro i New York Jets. La sua prima stagione si chiuse con 6 presenze, di cui 2 come titolare.